# Claude Alphonse Nsilou
Claude Alphonse Nsilou (Brazzaville, 1954 ) es un político y arquitecto congoleño, que actualmente se desempeña como Ministro de Comercio de la República del Congo, desde 2017. 
Anteriormente fue Ministro de Construcción, Urbanismo y Vivienda de 2002 a 2017. Es el presidente del partido Rally Ciudadano (RC).

## Carrera política
Nsilou, arquitecto de profesión, nació en Brazzaville. Fue presidente y director general de la firma de arquitectos Sifroid y fue miembro del Movimiento Congoleño para la Democracia y el Desarrollo Integral (MCDDI), dirigido por Bernard Kolélas. En el gobierno del primer ministro Claude Antoine Dacosta, Nsilou fue nombrado ministro de Equipamiento y Obras Públicas el 25 de diciembre de 1992; este gobierno sirvió hasta que se celebró una nueva elección parlamentaria a mediados de 1993. Nsilou se convirtió más tarde en presidente del RC, apoyando el referéndum constitucional de enero de 2002 y ayudando a dirigir la campaña del presidente Denis Sassou-Nguesso para las elecciones presidenciales de marzo de 2002.
Nsilou fue elegido miembro de la Asamblea Nacional en las elecciones parlamentarias de mayo – junio de 2002 como candidato del RC en la quinta circunscripción de Makélékélé (parte de Brazzaville), ganando el escaño en una segunda ronda de votaciones. Tras las elecciones, fue nombrado como Ministro de Construcción, Urbanismo, Vivienda y Reforma Agraria el 18 de agosto de 2002; sucediendo a Florent Ntsiba al frente de ese ministerio el 23 de agosto. Su cartera se redujo ligeramente el 3 de marzo de 2007, cuando fue nombrado Ministro de Construcción, Urbanismo y Vivienda.
En las elecciones parlamentarias de junio – agosto de 2007, Nsilou fue elegido nuevamente a la Asamblea Nacional como candidato a RC en la segunda circunscripción de Bacongo (parte de Brazzaville); fue el único miembro del RC en ganar un escaño. Después de ganar el 43,13% de los votos en la primera vuelta, se enfrentó al candidato del MCDDI Barthélémy Nkouka en la segunda vuelta y se impuso. Posteriormente se mantuvo en el cargo de Ministro de Construcción, Urbanismo y Vivienda en el gobierno nombrado el 30 de diciembre de 2007.
Nsilou fue trasladado al cargo de Ministro de Estado de Comercio, Suministro y Consumo el 22 de agosto de 2017.